# Дюссельдорфский университет имени Генриха Гейне

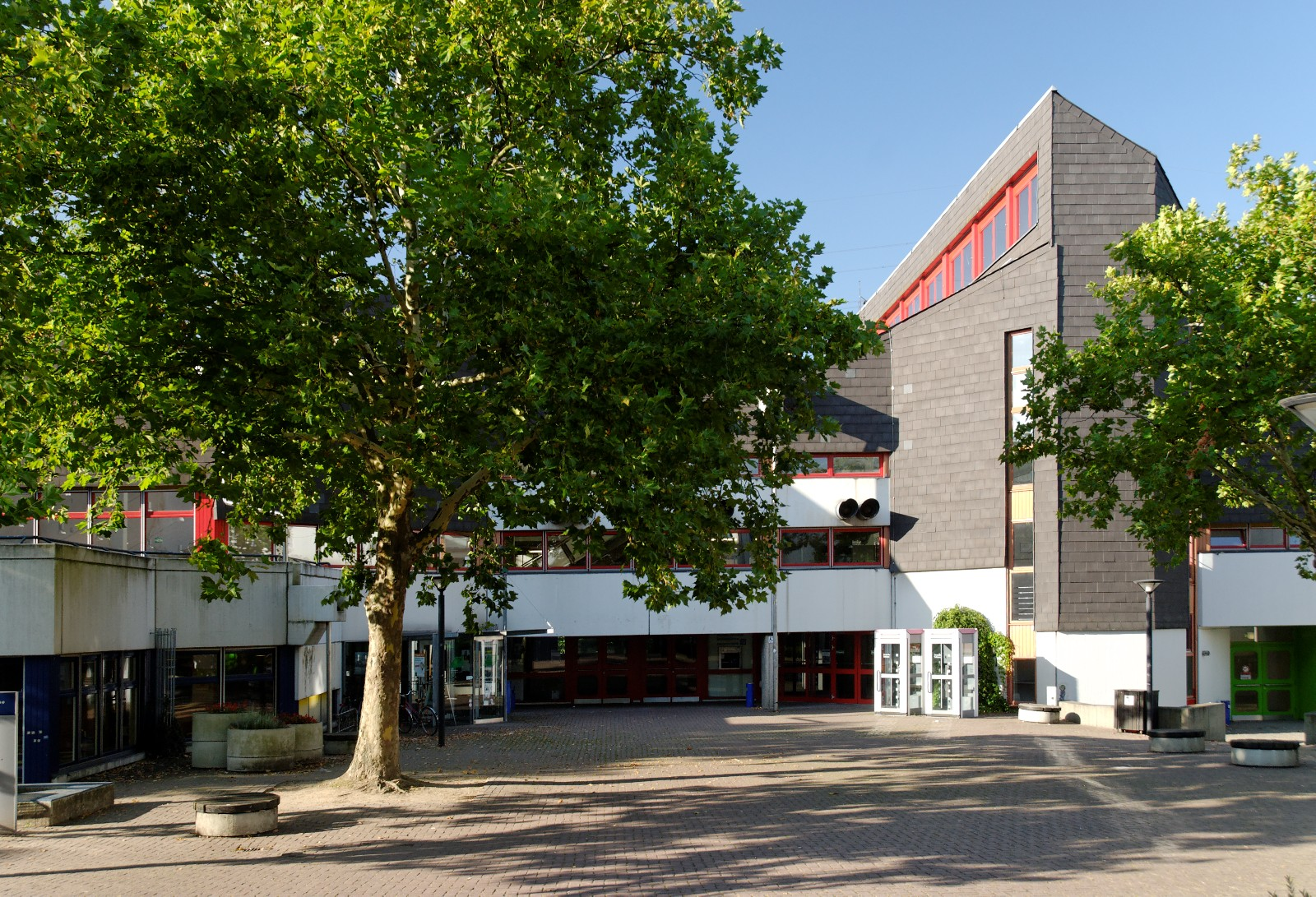
Менза университета

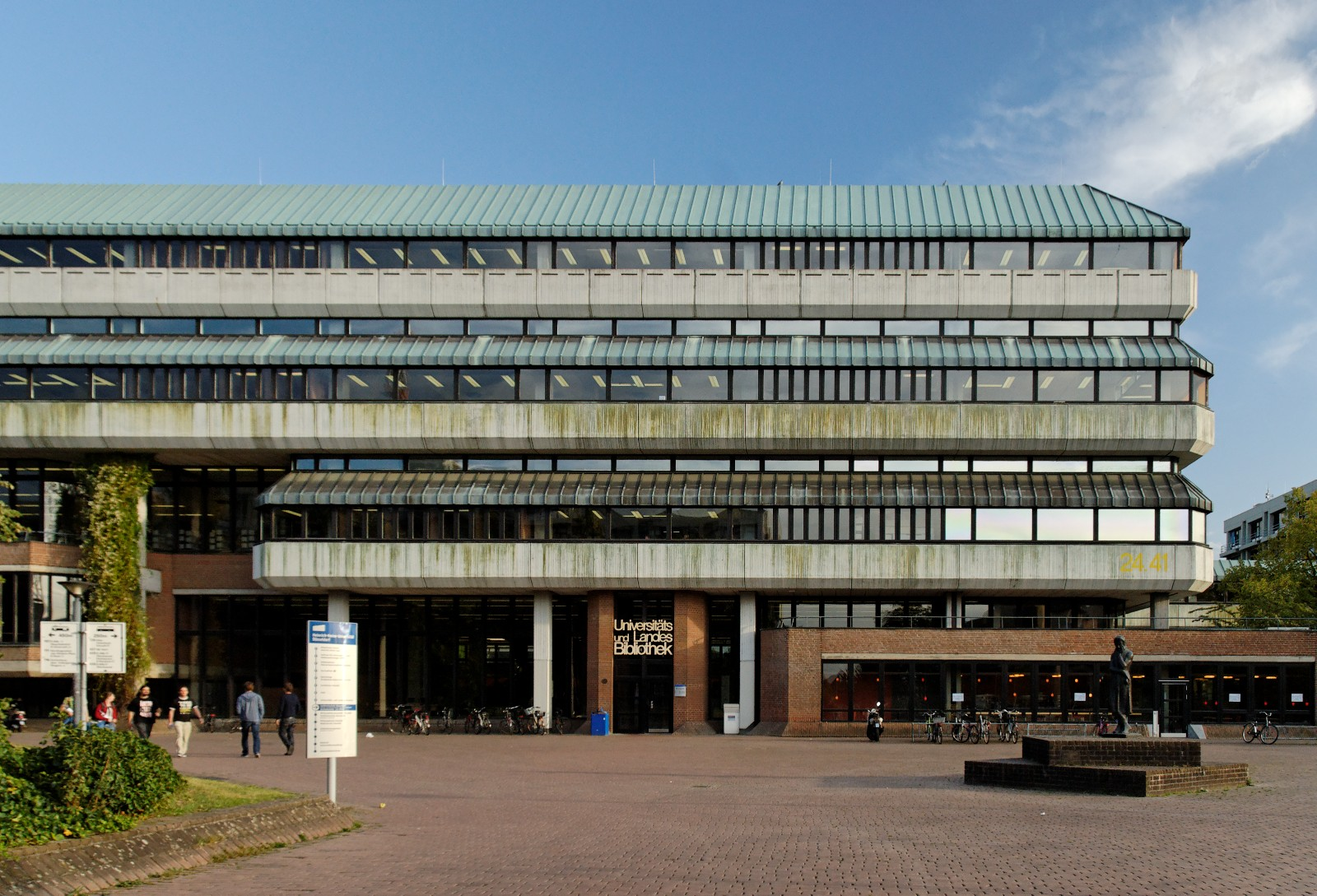
Университетская библиотека

Дюссельдорфский университет имени Генриха Гейне (нем. Heinrich-Heine-Universität Düsseldorf) — государственный университет в немецком городе Дюссельдорфе.

## Общие сведения
В университете, открытом в 1965 году, учится в 2010—2011 учебном году 17.002 студента на 5 факультетах. Здесь заняты 2.813 сотрудника, в том числе 1.904 учёных и 269 профессоров. Финансовый план университета на 2010 год был утверждён в размере 240,8 миллиона евро. Ректор университета — физиолог Ганс-Михаэль Пипер. Университету Генриха Гейне принадлежат ботанический сад и университетская клиника.

## История
Дюссельдорфский университет был образован в 1965 году из городской медицинской академии. Ранее попытки основания университета в Дюссельдорфе предпринимались дважды — в середине XVI столетия и при императоре Наполеоне Бонапарте в 1811 году, однако окончились неудачно. в 1907 году в городе открывается «Дюссельдорфская академия практической медицины», ставшая набирать студентов (в крайне ограниченном количестве) лишь в 1919 году. В 1923 году она превращается в «Дюссельдорфскую медицинскую академию», в 1931—1932 годах добавляется стоматологический факультет. Исследования в хирургии Академии в 1946—1969 годах стали всемирно известны благодаря проведённым здесь профессором Эрнстом Деррой первым операциям на открытом сердце. В 1962 году мединцинская академия из ведения города Дюссельдорф была передана под управление земли Северный Рейн-Вестфалия. В 1965 году земельное правительство приняло решение о преобразовании Академии в университет.
Имя своё (Генриха Гейне) университет получил лишь в 1988 году, после длительной борьбы. Впервые такое название было предложено в 1972 году, однако большинством в попечительском совете было отклонено. Вторая попытка дать ему имя великого поэта, выдвинутая 122 сотрудниками университета, также не прошла. Тогда с 1975 года были организованы группы «гражданской инициативы», пропагандировавшие идею горожанам Дюссельдорфа. При проведённом в 1982 году новом голосовании в университетском «конвенте» Г.Гейне вновь был отклонён — 44 голосами против 41. Лишь под настойчивым влиянием ректора Герда Кайзера (занимал эту должность в 1983—2003) к рождеству 1988 года правление университета утвердило нынешнее наименование.

## Структура и факультеты
В настоящее время в Университете Генриха Гейне обучение производится на 5 факультетах:
- медицинском
- философском
- математики и естествознания
- юридическом
- экономическом

Основными областями научных исследований и разработок на медицинском факультете являются следующие области — кардиология, эндокринология и диабетология, а также нейрология. На факультете преподают 133 профессора и обучаются 2.584 студента (2011). Медицинский факультет является крупнейшим получателем спонсорской помощи (в 2010—2011 учебном году — более 32 млн евро).
Философский факультет — с числом учащихся более чем в 6.000, что составляет более 1/3 от из общего количества — крупнейший в университете. Здесь преподают гуманитарные и социальные науки в 13 институтах и 25 учебных коллоквиумах 72 профессора. На факультете созданы три потока, объединяющих все изучаемые предметы и направления гуманитарных знаний — «общество», «культура, искусство и СМС» и «философия и язык». На философском факультете обучается большое количество студентов из-за рубежа.
На факультете математики и естествознания изучаются и исследуются следующие науки: биология, химия, информатика, математика, фармакология, физика, география и психология. В 2010—2011 учебном году здесь преподавало 103 профессора более чем 5.100 студентам (на этом факультете девушек обучается больше, чем юношей[значимость факта?]).
Юридический факультет является в университете самым молодым (первый набор студентов был сделан в 1994 году). Здесь 1.019 студентам в 2010—2011 годах преподавали 15 профессоров и 100 также ведущих занятия судей, прокуроров и адвокатов.
На экономическом факультете, открытом в 1992 году, изучаются производственное хозяйство, народное хозяйство и экономика химической промышленности. В 2010—2011 здесь 800 студентам преподавали 15 профессоров.

## Международные связи
В университете Генриха Гейне достаточно высок процент обучающихся иностранцев (15 %). Третью из них являются проживающие в Германии турки. Из других государств крупнейшие группы составляют студенты из Польши, России, Болгарии, Марокко, Китая и Украины. Как член руководимого из Саарбрюккена союза Германо-французских высших школ, университет проводит несколько учебных программ в областях правоведения, масс-медия и культуры. В 1973 году был заключён договор о партнёрстве с Нантским университетом (Франция). К 2011 году университет Генриха Гейне имеет уже 11 партнёрских соглашений с университетами Европы, США и Японии.